# Дом Удружења новинара Србије
Дом Удружења новинара Србије се налази у Београду, на територији градске општине Врачар. Подигнут је 1934. године и представља непокретно културно добро као споменик културе.

## Архитектура новинарског дома
Дом Удружења новинара Србије подигнут је 1934. године на Врачару у Београду, у Ресавској улици бр. 28 (у то време Франкопановој), према пројекту хрватског архитекте Ернеста Вајсмана (1904-1985). Свечано је отворен 7. априла 1935. године. Један је од најзначајнијих модерних објеката у Београду реализован у духу модерне архитектуре, изграђен од армираног бетона, опеке, гвожђа и стакла. Конципиран је као изузетно модерна пословно-стамбена грађевина кубичне форме интерполирана у низ суседних објеката.
У просторној организацији примењени су поједини елементи Корбизјеовог слободног плана, с текућим, флексибилно и функционално изменљивим простором у чијем приземљу се налазила пространа клупска сала. Застакљено кружно степениште, у духу конструктивистичко-функционалистичке доктрине, увучено у вертикални бетонски рам с правоугаоним лођама, представљало је веома иновативан мотив у тадашњој београдској архитектури. Фасада новинарског дома је глатка, без орнамената и поделе зона, заснована на оси симетрије и истицању главног мотива. Плошно прочеље наглашено је слободним стубовима у приземљу, хоризонталама спратова и акцентовано завршном повученом етажом. У научној и публицистичкој историографији српске архитектуре од његовог подизања до данас истиче се као најдоследнији пример београдске ране функционалистичке архитектуре и као најчистији споменик модерне архитектуре из прве половине четврте деценије прошлог века, због чега је 1997. године утврђена за споменик културе. Новинарски дом представља један од најзначајнијих објеката у Београду конципираних у модерном духу. Осим архитектонских вредности значајан је и као место окупљања новинара, публициста, писаца и најистакнутијих личности из културног живота Србије.